# Tom Schaar
Tom Schaar (ur. 14 września 1999 w Malibu) – amerykański skater, wicemistrz olimpijski z Paryża 2024.
Mieszka w San Diego. W 2012 jako pierwszy skater w historii wykonał obrót o 1080° (trzy pełne obroty).

## Udział w zawodach międzynarodowych
| Impreza              | Rok         | Miejsce   | Wyniki |
| Impreza              | Rok         | Miejsce   | park   |
| -------------------- | ----------- | --------- | ------ |
| Igrzyska olimpijskie | 2024        | Paryż     | srebro |
| Mistrzostwa świata   | 2019        | São Paulo | 5      |
| Mistrzostwa świata   | 2022 (2023) | Szardża   | 5      |
| Mistrzostwa świata   | 2023        | Rzym      | 14     |